# On ne l'avait pas appris
Pour plus de détails, voir Fiche technique et Distribution.
On ne l'avait pas appris (Это мы не проходили) est un film soviétique réalisé par Ilia Frez, sorti en 1975,.

## Fiche technique
(novembre 2021).
- Titre français : On ne l'avait pas appris[3]
- Titre original : Это мы не проходили, Eto my ne prokhodili
- Photographie : Mikhail Kirillov
- Musique : Yan Frenkel
- Décors : Alexandre Dikhtiar
- Montage : Lidia Rodionova

## Distribution
- Natalia Rytchagova : Lena Yakoucheva (comme N. Rygatchova)
- Boris Tokarev : Youri Riabinine (comme B. Tokarev)
- Tatiana Kanaïeva : Mila Khodzitskaïa (comme T. Kanaïeva)
- Andreï Rostotski : Mitia Krassikov (comme A. Rostotski)
- Irina Kalinovskaïa : Ira (comme A. Kalinovskaïa)
- Antonina Maksimova : Galina Petrovna (comme A. Maksimova)
- Tatiana Pelttser : Nadejda Alexandrovna (comme T. Pelttser)
- Nina Zotkina : Valia Koulechova (comme N. Zotkina)
- Roman Tkatchouk : Alexandre Pavlovitch Krassikov
- Natalia Zachtchipina : Nina Krassikova[4]